# Holostrophus morimotoi
Holostrophus morimotoi là một loài bọ cánh cứng trong họ Tetratomidae. Loài này được Sasaji miêu tả khoa học đầu tiên năm 1974.